# Дерек Форстер
Дерек Форстер (англ. Derek Forster; 19 лютого 1949, Ньюкасл-апон-Тайн — 2 травня 2024) — англійський футболіст, який грав на позиції воротаря. До 2022 року був наймолодшим дебютантом у найвищому дивізіоні Англії.

## Клубна кар'єра
Форстер народився в Ньюкасл-апон-Тайні і розпочав свою футбольну кар'єру під час навчання у школі Менор-Парк у молодіжній команді шкіл Ньюкасла. У 1964 році він підписав контракт з «Сандерлендом» як гравець молоді, де став дублером Джиммі Монтгомері. Ще перебуваючи в молодіжній команді клубу, Форстер був викликаний в основну команду через травму Монтгомері і 22 серпня 1964 року дебютував у грі проти «Лестер Сіті». Через це у віці 15 років 185 днів він став наймолодшим гравцем в історії Першого дивізіону, а також «Сандерленда». Він утримував рекорд наймолодшого дебютанта у вищому дивізіоні Англії до 2022 року, поки Ітан Нванері не дебютував за столичний «Арсенал» у віці 15 років і 181 день.
Форстер підписав свій професійний контракт із клубом у лютому 1966 року. За свою кар'єру в «Сандерленді» з 1964 по 1972 він зіграв всього 18 матчів у лізі, поки Монтгомері залишався основним гравцем команди до 1977 року. При зрості 175 сантиметрів він був значно нижчим за більшість воротарів вищого дивізіону.
Він приєднався до клубу «Чарльтон Атлетік» у липні 1973 року, але знову регулярно залишався на лаві запасних, зігравши лише дев'ять матчів за свій єдиний сезон у клубі.
Останнім етапом у його кар'єрі був перехід у 1974 році в «Брайтон енд Гоув Альбіон», де провів три матчі, а пізніше став гравцем-аматором у Футбольній лізі Версайда.
Після футболу Форстер став помічником менеджера Вашингтонського розважального центру у графстві Дарем.
Помер 2 травня 2024 року у віці 75 років.